# Agustín Nadruz
Agustín Nadruz Blanco (Montevideo, 29 giugno 1996) è un calciatore uruguaiano, centrocampista dell'Unión Española.

## Caratteristiche tecniche
È un mediano.

## Carriera
Cresciuto nel settore giovanile del Peñarol, nel 2016 è stato ceduto in prestito al Boston River che al termine della stagione lo ha riscattato. Ha esordito in prima squadra con il club rossoverde il 28 marzo 2017 disputando l'incontro di Primera División Profesional perso 2-0 contro il Cerro.